# Tarik Evre
Tarik Evre (* 29. Mai 1996 in Amersfoort, Provinz Utrecht) ist ein niederländischer Fußballspieler türkischer Abstammung. Der Innenverteidiger stand zuletzt im Eredivisie-Kader von PEC Zwolle. Zuvor war er für die Jugend der SBV Vitesse aus Arnhem aktiv. Seinen ersten Einsatz in der Eredivisie hatte er am 27. Februar 2016 gegen SC Cambuur aus Leeuwarden.